# Десанти в Радуєвац та Прахово
Десанти в Радуєвац та Прахово відбувалися 29 та 30 вересня 1944 року, здійснювалися радянською Дунайською військовою флотилією у часі Белградської операції.

## Задум операції
26 вересня радянські катери зосереджуються біля устя річки Тімок, Береговий загін супроводу — на лівому березі Дунаю біля села Груя.
Командуючий Третім Українським фронтом маршал Федір Толбухін 28 вересня 1944 року віддає наказ про початок Белградської наступальної операції. Біля болгарсько — югославського кордону частини оперативної групи «Сербія», котрими командував генерал піхоти Ганс Фельбер — зі складу групи армій «F» (командував генерал-фельдмаршал Максиміліан фон Вейхс) утримували потужний оборонний район по річках Дунай і Тімок; тут розміщалися добре укріплені райони біля югославських міст Неготін, Радуєвац та села Прахово. Даний укріплений район прикривав єдиний можливий шлях через Сербські Карпати до Белграда з південного сходу.
Ставиться завдання прокласти шлях для радянських частин через цей укріплений район і таким чином створити умови для наступу на Белград, мало бути здійснене силами 57-ї армії, котрою керував генерал Микола Гаген, та Дунайською військовою флотилією (керував контр-адмірал Сергій Горшков). Генерал Гаген приймає рішення здійснити удари по укріпрайону та оточити його частинами 23-ї та 113-ї стрілецької дивізії з південного сходу, 75-й стрілецький корпус мав діяти подібно з північного заходу; в подальшому укріпрайон мав бути оточений, розчленований та ліквідований. Силами Дунайської флотилії мали бути здійснені десанти в Прахово та Радуєвац з метою сприяти наступу армійських підрозділів, захопивши опорні пункти на березі Дунаю, допоміжним завданням було створювати артилерійську підтримку наступаючим частинам на прирічковому фланзі.

## Власне десанти
Першого дня армійський наступ розвивається повільно, нацистські сили, опираючись на укріплення, чинили запеклий опір. Катери та артилерія Дунайської флотилії здійснюють обстріл позицій противника, підтримуючи атаки радянської піхоти. Увечері 28 вересня для пришвидшення наступу Гаген віддає наказ здійснити десант в Радуєвац, захопити там плацдарм, звідти одна група мала наступати в південно-східному напрямі назустріч наступаючим радянським частинам, друга група повинна була рухатися вглиб німецької оборони — на Прахово. Десантування здійснювали катери 1-ї Керченської бригади бронекатерів, котрою командував Герой СРСР капітан 2-го рангу Павло Державін, він же здійснював керівництво ходом десантування. До загону висадження входило 2 артилерійські катери, 3 артилерійські катери — до загону вогневої підтримки, для подальшої підтримки було підготовано іще 9 артилерійських катерів. Десантуватися мала стрілецька рота — 120 бійців 113-ї стрілецької дивізії; артилерійську підтримку мав здійснювати Береговий загін супроводу Дунайської флотилії (командував майор Яків Пасмуров) — 6-ть 76-мм та 4-и 122-мм гармати.
Близько 2-ї години 40 хвилин 29 вересня десантний загін виходить до планованого місця висадження. Близько півгодини по відтинку велася артилерійська підготовка, після 4-ї ранку десантники здійснюють висадження, після того розгортають стрімку атаку, щоб викликати паніку у противника. За неперервної артилерійської підтримки з катерів та берегових батарей перша група заходить в тил нацистської оборони та близько 7-ї ранку злучається із передовими частинами наступаючої 113-ї стрілецької дивізії; в утворений прорив негайно вводяться додаткові сили. Друга десантна група близько 6:30 пробивається до Радуєваца, німецькі сили звідти безладно відступають, в швидкому часі туди також входять радянські сили. Наступ на придунайському березі приймає стрімку характеристику, у другій частині 29 вересня німецький укріплений район був майже цілком оточений.
Командуючий 57-ю армією віддає наказ здійснити десантування в Прахово — задля відвернення уваги противника від місця вирішального удару. На той час стало відомо, що, передбачаючи подібні дії, нацистські сили на підходах до Прахово затопили річкові баржі та кораблі, тому десантування в темний час доби був неможливим. Приймається рішення висадити десант вдень 30 вересня, для чимбільшого притлумлення німецької оборони при підході до планованого місця висадки штабу флоту передаються кілька батарей армійської артилерії. На підготовчому етапі вночі 30 вересня розвідувальний загін штабу флотилії під артилерійським та мінометним вогнем на шлюпках та моторних човнах розвідав безпечний прохід, розвідувальна група на березі полонила двох вояків противника, котрі повідомили деталі про оборону в Прахово.
По 17-й годині 30 вересня загін висадження — 2 артилерійські катери з десантниками (керував капітан-лейтенант С. І. Борботько), 2 із загону вогневої підтримки та катер розвідувального відділу — підходять до Прахово. Артилерія при цьому обстрілює плановану ділянку десантування, по тому вогонь переноситься на німецькі позиції, створюється вогняна запона навколо відтинку висадження. Близько 18-ї години висаджуються 60 десантників, катери лишаються поблизу та підтримують їх дії артилерійським та кулеметним вогнем. Перед 20-ю годиною десантники пробиваються в Прахово, до 20:30 село було зайняте.

## Результати
Десантні сили виконали поставлені завдання, німецьке керівництво зняло частину сил з ігших фронтових відтинків та перекинуло їх до Прахово. Скориставшись цим, підрозділи 68-го та 75-го стрілецького корпусів увечері 30 вересня з'єднуються біля міста Штубік, цим самим завершивши оточення німецького угрупування. До півночі того дня передові загони корпусів підходять до Прахово і злучаються із десантом. Ліквідація даного оборонного району надала можливість радянським військам просуватися на Белград.
Під час десантних боїв в Радуєваці і Прахово було захоплено 18 гармат та мінометів, 11 кулеметів, 7 різних складів, в порту Прахово 9 нафтоналивних барж з дизельним паливом, на аеродромі 4 справні літаки, на залізниці в Радуєваці 45 залізничних вагонів. Під час бою за Прахово було вбито 55 вояків противника.